# Miss Grand Colombia
Miss Grand Colombia es un título de belleza femenina de Colombia y un concurso preliminar para Miss Grand Internacional, fundado en 2013. En un principio, las delgadas del país fueron seleccionadas por la Agencia Portfolio Internacional, en cabeza de Elías Tobón y Mara Borrego, quienes tomaban la decisión de designar a una de las participantes del certamen Miss Earth Colombia. El evento se realizó de forma independiente, por primera vez, en 2018. Bajo la dirección del preparador internacional de reinas, César Prado; en el año 2022 Miss Grand Colombia logró volver al título de 5• Finalista e históricamente en el año 2023 logró el puesto más alto que ha logrado una colombiana, top 3 en Miss Grand Internacional. Estas 2 ediciones han sido hasta el momento el concurso nacional para elegir la representación de Colombia. Logrando César Prado, que por primera vez un canal nacional transmitiera la final. Actualmente, la franquicia pertenece a la empresa Belleza Colombia Internacional SAS,  dirigida por el empresario Omar Iglesias Altamar hasta el 25 de junio de 2024 y posteriormente por Franck Fernández Ortega, quien coordina la elección y preparación integral de la candidata nacional a partir de 2024.
La actual Miss Grand Colombia es Laura Ramos quien representará al país en Miss Grand Internacional 2025 cuya elección se efectuará el 18 de octubre en Tailandia; Laura fue designada y su coronación se realizo el 26 de Julio en el Club Theatron en Bogota.

## Historia
- Colombia debutó en Miss Grand Internacional en el año 2013. La organización Miss Earth Colombia fue la encargada, hasta el 2017, de seleccionar, preparar y enviar a la candidata nacional.
- En 2018, tras la renuncia de Miss Earth Colombia a la franquicia, el grupo Top 3 Latam accede a esta y funda el concurso Miss Grand Colombia, el cual tiene propósitos en pro de la paz, que es la temática que trabaja el certamen internacional. La ganadora de aquella edición fue la araucana Génesis Andrea Quintero.[1]
- A finales de agosto del mismo año, se anuncia que la reina titular no irá al certamen y que Top 3 Latam abandona la franquicia. Ésta pasa a manos del Concurso Nacional de Belleza de Colombia, que toma la decisión de designar a la atlanticense Sheyla Quizena[2] como representante para el evento.[3]
- En 2019, el Concurso Nacional de Belleza es despojado de la franquicia por parte de la Organización Miss Grand Internacional, dirigida por Nawat Itsaragrisil, luego de alegar que no enviarían a ninguna representante a competir en Venezuela bajo el gobierno de Nicolás Maduro. Por tal motivo, un nuevo director llamado Luis Humberto Garcés escoge por decreto a la exreina de belleza venezolana Sthefani Rodríguez,[4] como delegada nacional.
- En septiembre de 2019, Rodríguez es destituida de su cargo[5] y se envía como suplente a Génesis Quintero, ganadora de Miss Grand Colombia el año anterior.[6]
- En 2020, la franquicia es adquirida por Juan José Mendoza, quien elige por designación a Natalia Manrique, semifinalista del concurso Señorita Colombia 2019-20, y da vía libre a la realización de un certamen anual que tendría lugar tras la participación de Manrique en Miss Grand Internacional 2020. No obstante, Mendoza optó por no continuar con la franquicia para el año siguiente.
- En 2021, el Concurso Nacional de Belleza retoma la licencia y, el 20 de septiembre, oficializa como su representante a Mariana Jaramillo Córdoba, quien había alcanzado la posición de Segunda Princesa en la edición de Señorita Colombia 2019-20.
- Mediante una rueda de prensa llevada a cabo el 27 de enero de 2022, el preparador y asesor de reinas César Prado anunció la adquisición de la franquicia nacional e inició el proceso de convocatoria para encontrar a la candidata que portaría la banda de Colombia durante el mes de octubre en Indonesia, allí estuvo como franquiante hasta 2023 cuando el 26 de noviembre anunció su retiro como franquiciante para dedicarse plenamente como preparador de reinas.
- Finalmente, el 2 de diciembre de 2023 la Organización Miss Grand Internacional otorgó la franquicia nacional a la empresa Belleza Colombia Internacional S.A.S, liderado por el Diseñador Franck Fernández Ortega.

## Ganadoras

### Ganadoras del título
Desde 2013 y hasta 2017, las candidatas enviadas al evento fueron decretadas o designadas. Sólo a partir del año 2018, se comenzó con la realización de un certamen independiente denominado Miss Grand Colombia, cuya segunda versión fue llevada a cabo en 2022, bajo la dirección en su momento de César Prado.
A continuación, se presenta un listado con las ganadoras:
     La candidata fue destituida de su cargo.
     La candidata renunció a su cargo
| Año  | Miss Grand Colombia                    | Representación         | Fecha de elección | Ciudad anfitriona                          | Número de candidatas |
| 2013 | Carolina Gonzales Betancourth          | Valle del Cauca        | Designada         | Designada                                  | Designada            |
| 2014 | Mónica Castaño Agudelo                 | Valle del Cauca        | Designada         | Designada                                  | Designada            |
| 2015 | Gisella Correa Córdoba                 | Chocó                  | Designada         | Designada                                  | Designada            |
| 2016 | Juliana Margarita Flórez Herrera       | Bolívar                | Designada         | Designada                                  | Designada            |
| 2017 | Francy Yurany Castaño Suárez †         | Cauca                  | Designada         | Designada                                  | Designada            |
| 2018 | Génesis Andrea Quintero Pérez          | Orinoquía              | 11 de febrero     | Villeta, Cundinamarca                      | 5                    |
| 2018 | Sheyla Quizena Nieto                   | Atlántico              | Designada         | Designada                                  | Designada            |
| 2019 | Sthefani Rodríguez Bastidas            | Antioquia              | Designada         | Designada                                  | Designada            |
| 2019 | Génesis Andrea Quintero Pérez          | Arauca                 | Designada         | Designada                                  | Designada            |
| 2020 | Natalia Manrique Aguilar               | Norte de Santander     | Designada         | Designada                                  | Designada            |
| 2021 | Mariana Jaramillo Córdoba              | Región Caribe          | Designada         | Designada                                  | Designada            |
| 2022 | Priscilla Londoño                      | Colombianos en EE. UU. | 24 de junio       | Bogotá                                     | 21                   |
| 2023 | María Alejandra López Pérez            | Eje Cafetero           | 18 de junio       | Bogotá y Mesitas del Colegio, Cundinamarca | 23                   |
| 2024 | Denis Yarima "Denisse" Cuadrado Tapias | Antioquia              | 4 de agosto       | Cartagena                                  | 20                   |
| 2024 | María Angelica Valero Aponte           | Norte de Santander     | Designada         | Designada                                  | Designada            |
| 2025 | Laura Ramos Ramírez                    | Bogotá                 | Designada         | Designada                                  | Designada            |

### Galería de ganadoras
| - Miss Grand Colombia 2014 · Mónica Castaño · Valle del Cauca - Miss Grand Colombia 2015 · Gisella Correa · Chocó - Miss Grand Colombia 2021 · Mariana Jaramillo · Región Caribe - Miss Grand Colombia 2022 · Priscilla Londoño · Colombianos en EE.UU. - Miss Grand Colombia 2023 · Alejandra López · Eje Cafetero |

### Escalafón por títulos ganados
Se tienen en cuenta exclusivamente las ocasiones en las que se realizó el concurso nacional.
| Departamento / Región   | Títulos | Años |
| Antioquia               | 1       | 2024 |
| Eje Cafetero            | 1       | 2023 |
| Colombianos en EE.UU.ii | 1       | 2022 |
| Orinoquía               | 1       | 2018 |

## Representación internacional
Clave de color
- Ganadora
- Finalista
- Semifinalista / Cuartofinalista

| Año  | Representante                    | Posición                 | Premio(s) especial(es) | Ref.   |
| 2013 | Carolina Gonzales Betancourth    | Cuartofinalista (Top 20) | | [ 7 ]  |
| 2014 | Mónica Castaño Agudelo           | 4.a finalista            | - Top 25 – Mejor en traje de baño | [ 8 ]  |
| 2015 | Gisella Correa Córdoba           |                          | | [ 9 ]  |
| 2016 | Juliana Margarita Flórez Herrera |                          | | [ 10 ] |
| 2017 | Francy Yurany Castaño Suárez †   |                          | | [ 11 ] |
| 2018 | Sheyla Quizena Nieto             |                          | - Top 10 – Voto Pre-Arribo - Top 3 – Most-Liked and Shared Official Portrait Photos (América)                                                                                         | [ 12 ] |
| 2019 | Génesis Andrea Quintero Pérez    | Cuartofinalista (Top 21) | - Top 20 – Desfile de Modas: Coronas Honorables de George Wittels | [ 13 ] |
| 2020 | Natalia Manrique Aguilar         |                          | - Top 15 – Reto del vestido tradicional tailandés - Top 20 – Desafío de comida tailandesa - Top 15 – Reto de limpieza facial - Top 5 – País del año - Top 20 – Mejor en traje de baño | [ 14 ] |
| 2021 | Mariana Jaramillo Córdoba        | Cuartofinalista (Top 21) | - Top 20 – Voto Pre-Arribo - Top 20 – Mejor en traje de baño | [ 15 ] |
| 2022 | Priscilla Londoño                | 5.a finalista            | - Top 10 – Voto Pre-Arribo - Top 4 – País del año - Top 10 – Mejor en traje de baño                                                                                                   | [ 16 ] |
| 2023 | María Alejandra López Pérez      | 2.a finalista            | - Top 5 – Voto Pre-Arribo - Top 20 – País del año - Top 10 – Mejor en traje de baño                                                                                                   | [ 17 ] |
| 2024 | María Angelica Valero Aponte     | 5.a finalista            | |        |
| 2025 | Laura Ramos Ramírez              | Por Participar           | |        |